# Stedman
Stedman és una població dels Estats Units a l'estat de Carolina del Nord. Segons el cens del 2000 tenia 664 habitants.

## Demografia
Segons el cens del 2000, Stedman tenia 664 habitants, 261 habitatges i 196 famílies. La densitat de població era de 187,1 habitants per km².
Dels 261 habitatges en un 32,2% hi vivien nens de menys de 18 anys, en un 57,1% hi vivien parelles casades, en un 12,6% dones solteres, i en un 24,9% no eren unitats familiars. En el 20,7% dels habitatges hi vivien persones soles el 7,7% de les quals corresponia a persones de 65 anys o més que vivien soles. El nombre mitjà de persones vivint en cada habitatge era de 2,54 i el nombre mitjà de persones que vivien en cada família era de 2,93.
Per edats la població es repartia de la següent manera: un 23,8% tenia menys de 18 anys, un 7,1% entre 18 i 24, un 28,8% entre 25 i 44, un 28,2% de 45 a 60 i un 12,2% 65 anys o més.
L'edat mediana era de 40 anys. Per cada 100 dones de 18 o més anys hi havia 89,5 homes.
La renda mediana per habitatge era de 47.321 $ i la renda mediana per família de 55.294 $. Els homes tenien una renda mediana de 36.250 $ mentre que les dones 21.875 $. La renda per capita de la població era de 19.233 $. Entorn del 4,3% de les famílies i el 10% de la població estaven per davall del llindar de pobresa.

## Poblacions més properes
El següent diagrama mostra les poblacions més properes.